# LGB Depesche

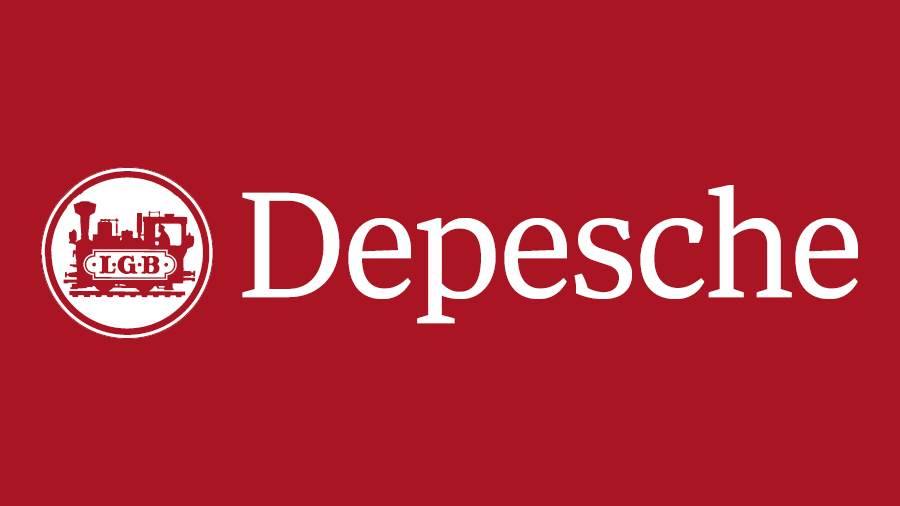
Logo der LGB Depesche

Die LGB Depesche ist eine seit 2007 von der Firma Märklin herausgegebene Modelleisenbahn-Zeitschrift. Von 1969 bis 2006 erfolgte die Veröffentlichung durch die Firma Ernst Paul Lehmann Patentwerk (EPL), den damaligen Hersteller der Lehmann-Groß-Bahn (LGB).
Sie erscheint vier Mal im Jahr und behandelt vorzugsweise Themen zu den Gartenbahnen in der Spur IIm (Spur G) und deren Vorbilder. Der Untertitel lautet Das Magazin für LGB Freunde. Die Zeitschrift wird auch in englischer Sprache mit dem Untertitel The Magazin for LGB enthusiasts veröffentlicht.
Die Zeitschrift ist sowohl einzeln als auch im Abonnement erhältlich. Mitglieder des LGB-Clubs erhalten die Zeitschrift im Rahmen ihrer Mitgliedschaft.